# Тюнин, Фёдор Михайлович
Фёдор Михайлович Тюнин (1919—1973) — майор Советской Армии, участник Великой Отечественной войны, Герой Советского Союза (1943).

## Биография
Фёдор Тюнин родился 6 марта 1919 года в селе Бутырки (ныне — Чаплыгинский район Липецкой области). После окончания шести классов школы проживал и работал в Москве. В сентябре 1939 года Тюнин был призван на службу в Рабоче-крестьянскую Красную Армию. В 1942 году он окончил политшколу. С сентября того же года — на фронтах Великой Отечественной войны.
К октябрю 1943 года гвардии младший лейтенант Фёдор Тюнин командовал взводом роты противотанковых ружей 9-го гвардейского отдельного истребительно-противотанкового дивизиона 10-й гвардейской воздушно-десантной дивизии 37-й армии Степного фронта. Отличился во время битвы за Днепр. Взвод Тюнина одним из первых переправился через Днепр в районе села Днепровокаменка Днепропетровской области Украинской ССР и принял активное участие в боях за захват и удержание плацдарма на его западном берегу. 14 октября 1943 года во время отражения ожесточённой немецкой контратаки взвод уничтожил 6 танков и около 70 солдат и офицеров противника, 2 танка подбил лично Тюнин. В разгар боя, когда погибли все артиллеристы его взвода, Тюнин продолжал сражаться в одиночку, пока не был тяжело ранен и не потерял сознание. Подошедшее подкрепление обнаружило его и отправило в тыл.
Указом Президиума Верховного Совета СССР от 20 декабря 1943 года за «успешное форсирование реки Днепр, прочное закрепление плацдарма на западном берегу реки Днепр и проявленные при этом отвагу и геройство» гвардии младший лейтенант Фёдор Тюнин был удостоен высокого звания Героя Советского Союза с вручением ордена Ленина и медали «Золотая Звезда» за номером 3525.
После окончания войны Тюнин продолжил службу в Советской армии. В 1945 году он окончил курсы «Выстрел». С 1960 года служил в РВСН. В декабре 1969 года в звании майора Тюнин был уволен в запас. Проживал в Харькове. Скончался 8 апреля 1973 года, похоронен на харьковском кладбище № 2.
Был также награждён двумя орденами Красной Звезды и рядом медалей.